# Xã hội học thể thao
Xã hội học thể thao là một phân môn của xã hội học với trọng tâm là thể thao. Đây là lĩnh vực nghiên cứu liên quan tới nhiều cấu trúc, mô hình văn hóa-xã hội khác nhau, và tới các tổ chức hoặc nhóm lên quan đến thể thao.
Thể thao có thể được nhìn nhận thông qua nhiều khía cạnh nên thường có những sự phân chia song hành cùng nhau như: chuyên nghiệp và nghiệp dư, (cấp) quần chúng và đỉnh cao, chủ động và bị động/khán giả, nam và nữ, thể thao và giải trí (sự đối ngẫu giữa hoạt động có tổ chức và hoạt động được thể chế hóa).
Sự xuất hiện của xã hội học thể thao (mặc dù chưa mang tên gọi này) có thể tính từ thế kỷ 19 khi người ta tiến hành những thí nghiệm tâm lý học xã hội đối với hiệu ứng nhóm của sự cạnh tranh và việc chỉ đạo tốc độ đua. Bên cạnh nhân học văn hóa (cultural anthropology) và lợi ích của nó đối với các trò chơi trong văn hóa nhân loại, một trong những thành quả khi nhắc tới thể thao theo cách hiểu chung là các cuốn Homo Ludens của Johan Huizinga hay Theory of the Leisure Class của Thorstein Veblen. Vào năm 1970, xã hội học thể thao nhận gây chú ý đáng kể trong vai trò một lĩnh vực nghiên cứu chính thống và có tổ chức. Tổ chức mang tên Hiệp hội Xã hội học Thể thao Bắc Mỹ (North American Society for the Sociology of Sport) được thành lập năm 1978 với mục đích nghiên cứu lĩnh vực này. Ấn phẩm nghiên cứu của hiệp hội có tên Sociology of Sport Journal, được ra đời năm 1984.
Ngày nay hầu hết các nhà xã hội học thể thao đồng thuận với ít nhất một trong bốn lý thuyết quan trọng có nhiệm vụ xãc định mối quan hệ giữa thể thao và xã hội, lần lượt là lý thuyết cấu trúc, lý thuyết xung đột, lý thuyết phê bình, và lý thuyết tương tác biểu trưng.